# Jānis Pujāts
Jānis Pujāts (Nautrani, 14 november 1930) is een Letse geestelijke en kardinaal van de Rooms-Katholieke Kerk.
Pujāts werd op 29 maart 1951 priester gewijd. In 1991 werd hij aartsbisschop van Riga en daarmee primaat  van Letland. In 1998 werd Pujāts kardinaal-in pectore; zijn naam werd niet bekendgemaakt op het consistorie van 21 februari 1998. Waarschijnlijk wilde de paus nog even afwachten hoe de politieke situatie in de toen nog jonge republiek Letland zich zou ontwikkelen. Drie jaar later werd Pujāts' kardinalaat bekendgemaakt aan de wereld. Op het consistorie van 21 februari 2001 ontving hij de rode bonnet en kreeg hij de titelkerk Santa Silvia toegewezen. Pujāts ging begin 2010 met emeritaat.
- Gemeinsame Normdatei: 1196717842
- International Standard Name Identifier: 0000 0004 1726 8337
- Nationale Bibliotheek van Letland: 000019210
- Nationale Bibliotheek van Polen: a0000003574009
- Virtual International Authority File: 305130525
- WorldCat: E39PBJvmFHxfPPJJX7BPt9gFrq